# Albert Auguste Perdonnet
Jean Albert Vincent Auguste Perdonnet (Paris, 12 de março de 1801 — Cannes, 27 de setembro de 1867) foi um engenheiro francês.
Publicou o primeiro livro francês sobre engenharia ferroviária, em 1828. Estudou as causas e maneiras de evitar acidentes ferroviários.
É um dos 72 nomes na Torre Eiffel.